# Federico Mena
Federico Mena Quintero és un programador mexicà. Ha passat gran part de la seva vida a Ciutat de Mèxic, però actualment viu a Municipi de Xalapa, Veracruz, amb la seva dona, Oralia. Va estudiar informàtica a la Universitat Nacional Autònoma de Mèxic. Allà va conèixer en Miguel de Icaza, amb qui va fundar el projecte GNOME. Va treballar a Red Hat als Estats Units i allà hi va escriure el canvas (un motor gràfic) de GNOME. També va mantenir l'editor gràfic GIMP durant un temps, i va ser un dels primers empleats de Ximian, ara propietat de Novell, on encara treballa.